# Нарагансети
Нарагансетите (на английски: Narragansett) са едно от водещите индиански племена в южна Нова Англия през 17 век. Традиционната им родина се простира около Нарагансет Бей, в крайбрежната зона на Роуд Айлънд. При първия им контакт с Джовани да Верацано през 1524 г. вероятно племето наброява около 10 000 души. След продължителни войни с околните племена и с английските заселници, до 1680 г. племето е почти унищожено. От тях остават едва около 500 души, на които е разрешено да се заселят в резервата на източните ниантик близо до Чарлстън – Роуд Айлънд. Оттогава обединеното племе започва да носи само името нарагансет. През 1880 г. Роуд Айлънд едностранно прекратява племенния им статут, в резултат на което племето губи част от резервата си. Федералното правителство отказва да се намеси, тъй като не е подписвало нито един договор с нарагансетите. След продължителен съдебен процес, племето успява да възвърне част от земята си през 1978 г., а през 1983 г. получава и федерално признаване. В края на 20 век нарагансетите притежават около 2500 акра резерват близо до Чарлстън – Роуд Айлънд. Повечето от 2400те записани членове на племето живеят в резервата, а една малка част близо до него. Племето се ръководи от избираем племенен съвет, начело с главен вожд. При взимането на важни решения се изисква одобрението на цялото племе.

## Култура
За разлика от повечето племена в Нова Англия, нарагансетите са организирани много добре политически. Племето е управлявано от 8 наследствени вождове, подчинени на върховен племенен вожд, който обикновено живее в най-голямото село. Селата им са доста големи и укрепени, състоящи се от средно големи дълги домове. Те обикновено са построени по островите в Нарагансет Бей и са обградени с обширни полета с царевица, тикви, боб и други култури. Тъй като живеят обаче по крайбрежието, животът им е свързан повече с морето. Рибата и морските дарове са важни хранителни ресурси. Експерти в управлението на кануто, нарагансетите често прекосяват големи разстояния, за да търгуват. Трудът е равномерно разпределен между половете. Жените обикновено се грижат за нивите и дома. Строят също така домове, събират диви растителни храни, плетат кошници и други. Мъжете ловуват, ловят риба, изработват канута и воюват. От изкуствата добре развити са кошничарството, грънчарството и производството на вампуми. Дрехите им са изработвани предимно от еленови кожи. Мъжете обикновено носят набедреник, риза, гамаши и мокасини, а жените дълги рокли и също мокасини. През зимата използват допълнително кожуси и наметала от мечи и заешки кожи, както и кожени шапки и ръкавици. Старците понякога носят красиви наметала от пуешки пера. През жизнения цикъл, хората често сменят имената си, които обикновено са свързани със значително събитие в живота на даден човек.

## Подразделения
По времето на посещението на Джовани да Верацано на Нарагансет Бей през 1524 г., нарагансетите наброяват вероятно около 10 000 души, организирани в мощна конфедерация от 9 племена:
- Акуанек
- Чоубатик
- Мушапогу
- Митабскуд
- Нарагансет
- Почакит
- Потуксет
- Понагансет
- Шауомет (шаномет)

## Име и език
Всички подразделения на племето говорят алгонкински Y – диалект, близък с езиците на пекуот, мохеган, ниантик и монтаук.
Самите нарагансети се наричат „нанхиганиук – хора от малкия нос“. Нарагансет е английския вариант на това име, докато холандците използват съкратената форма „нахикан“.

## История
Историята на нарагансетите е изпълнена с войни и унищожение. Още преди идването на европейците те воюват с пекуотите за земите в югозападен Роуд Айлънд и с уампаноагите на изток. Изолираността на селата им по островите в Нарагансет Бей донякъде ги предпазва от голямата епидемия, която преминава през Нова Англия през 1614 – 1617 г.

### Нови и стари врагове
Преди идването на европейците, нарагансетите подчиняват уампаноагите и ги принуждават да им плащат годишен данък. Затова уампаноагите с радост приветстват английската колония в Плимут през 1620 г. и сключват съюз с тях, надявайки се англичаните да им помогнат да се освободят от опеката на нарагансетите. Вождовете на нарагансетите виждат в този съюз голяма заплаха за властта си и решават да унищожат колонията. До този момент нарагансетите са влезли в контакт с европейците и търгуват с холандците в долината на река Хъдсън. През 1621 г. върховният вожд на нарагансетите, Каноникус изпраща военно предизвикателство до колонията в Плимут, но намесата на други врагове го принуждава да насочи силите си другаде. През 1622 г. пекуотите атакуват нарагансетите, които са завзели преди това спорна територия в югозападен Роуд Айлънд. През 1623 г. на нарагансетите се налага да водят и продължителна война с мохоките и когато вече са свободни да се справят с англичаните в Плимут, колонията вече е твърдо установена и по-силна. През 1627 г. колонията Плимут сключва споразумение с холандците да не търгуват с нарагансетите. Каноникус остава настрана от англичаните, но не може да пренебрегне измяната на уампаноагите и през 1632 г. между двете племена избухва война. Англичаните подкрепят уампаноагите и нарагансетите са принудени да прекратят военните действия. През 1633 г. племето за първи път е покосено от епидемия от едра шарка, която взима над 700 жертви. Втора епидемия удря през 1635 г., но нарагансетите все още са в състояние да се противопостави на пекуотите в югозападен Роуд Айлънд.

### Обрат в отношенията с англичаните
През 1636 г. настъпват положителни промени в отношенията между нарагансетите и англичаните. Заслугата за това е на Роджър Уилямс. Заради пропагандиране на идеите си, че английският крал няма право да претендира за индианските земи, Уилямс е изгонен от пуританите в Масачузетс. Той идва в Роуд Айлънд при нарагансетите. Убеден в правотата си, че не трябва да се отнема на индианците земята чрез измама и кражба, а че трябва честно да се заплати за нея, Уилямс започва дълги преговори с нарагансетите, за да закупи от тях земя, където да се настани. В хода на преговорите между двете страни се заражда голямо доверие и привързаност. Уилямс става причината нарагансетите да не подкрепят пекуотите във войната им срещу англичаните същата година. Вместо това нарагансетите застават на английска страна и това в крайна сметка се оказва ключов фактор за победата им над пекуотите през 1637 г.

### Съперничество с мохеганите
След Войната пекуот, през 1638 г., почти унищожени от нея, пекуотите подписват мирния договор в Хартфорд и английските победители разпределят оцелелите пекуоти сред околните племена. На нарагансетите са дадени 80 пекуоти като роби. При мохеганите обаче са разпределени останалите около 1500 пекуоти и западни ниантики. С добавянето на толкова много хора, изведнъж мохеганите стават доминиращо племе в региона и сериозен съперник на нарагансетите. Имайки подкрепата на колониите Кънектикът и Масачузетс, мохеганите започват системно да покоряват по-малките племена в региона. Разтревожени от нарастващата мощ на мохеганите, през 1640 г. нарагансетите се съюзяват с покумтуките и тунксис. Предусещайки, че нарагансетите са пред прага на война, пуританите ги принуждават да подпишат договор, че няма да нападат мохеганите преди да се консултират с тях. Въпреки споразумението новият върховен вожд, Миантономо продължава да набира съюзници срещу мохеганите. Придружен от 100 войни през 1642 г., той посещава последователно метоаките на Лонг Айлънд, матабесиките в западен Кънектикът и мохиканите и уапинга в долината на река Хъдсън. Тези посещения хвърлят в голяма тревога холандците в Нова Холандия, които са пред война с уапинга и мънси делаварите в долното течение на Хъдсън. Холандците естествено разбират погрешно посещението на Миантономо, мислейки че се готви мащабна кампания срещу тях. Избухването на Войната уапинга (1643 – 1645) в долната част на Хъдсън, води до увеличаване на напрежението в Нова Англия. През 1643 г. Масачузетс Бей, Плимут, Хартфорд и Ню Хейвън се организират в отбранителен съюз известен като Конфедерацията Нова Англия. Роуд Айлънд умишлено не е включен в съюза. Напълно изолирани, нарагансетите решават, че ще трябва сами да се справят с мохеганите. Междувременно Войната уапинга се разпространява и в нея вече участват над 20 племена. Изправени пред пълно поражение, холандците сключват мир с мохиканите и мохоките, и предлагат 25 000 гулдена награда на англичаните в Кънектикът да им помогнат. През 1644 г. две военни подразделения от Кънектикът, придружени от скаути мохегани се присъединяват към холандците. С напускането на толкова много войни мохегани, Миантономо решава, че трябва да действа и атакува главното мохеганско село в Шетукет, без предварително да извести англичаните. Мохеганите в отчаян опит да обърнат битката успяват да заловят Миантономо. Със загубата на техния главен вожд войните нарагансети прекъсват битката и се оттеглят. Миантономо е предаден на англичаните и пъхнат в затвора. Впоследствие е убит от войн мохеган при освобождаването му. Смъртта на Миантономо слага край на господството на нарагансетите в южна Нова Англия. Заради нарушението на споразумението племето е принудено да плаща годишен данък на Масачузетс след 1645 г.

### Война на крал Филип
В годините непосредствено преди Войната на крал Филип (1675 – 1676), отношенията между англичаните и племената в Нова Англия рязко се влошават. В началото на войната колонистите бързат да подпишат договор с нарагансетите, за да ги принудят да не се намесват. Бушуващата около тях война принуждава племето да се оттегли в едно укрепено голямо село в блатата близо до Кингстън, Роуд Айлънд. В разгара на войната в това село намират убежище хиляди жени и деца от воюващите племена. Англичаните обаче смятат, че нарагансетите подпомагат въстаниците и през декември 1675 г. 1000 бели мъже и 150 мохегани обсаждат селото, искайки от нарагансетите да им предадат чуждите жени и деца и да се присъединят към тях във войната срещу враждебните племена. Нарагансетите отказват да изпълнят исканията и англичаните и мохеганите атакуват селото. Битката става известна в историята като клането при Голямото блато. В нея 20 вождове и повече от 600 бойци нарагансети са убити безпощадно. Главният вожд Канончет и доста голяма група успяват да избягат и се присъединяват към крал Филип и неговите войни в западен Масачузетс. В началото на февруари 1676 г. Канончет води няколко атаки срещу английски селища по река Кънектикът. А в няколко засади нарагансети успяват да убият над 130 бели войници. По-късно се обединяват с покумтуките при атака на Нортфилд. По същото време, неспособни да се грижат за посевите и да ловуват свободно, въстаниците започват да гладуват. Канончет решава а се върне в Роуд Айлънд и да докара храна от скритите провизии на племето. Той успява със задачата си, но на връщане е изненадан и заловен от мохегани, които го предават на англичаните. По-късно вождът е разстрелян.

### Последици от войната
След битката при Голямото блато и смъртта на Канончет, около 3000 нарагансети жени, деца и старци са оставени беззащитни без храна и подслон в Масачузетс. Англичаните ги преследват безмилостно, залавят ги или ги убиват. Стотици от тях са продадени като роби в Западна Индия, включително и семейството на Канончет. Заловените войни почти винаги са убивани моментално. От около 5000 нарагансети преди войната, само около 500 я преживяват. През 1682 г. вождовете сключват мир с англичаните и на остатъците от племето е разрешено да се присъединят към западните ниантики в малкия им резерват близо до Чарлстън – Роуд Айлънд. Обединеното племе оттогава започва да се нарича нарагансет. Мохеганите разрешават на някои нарагансети да се заселят в техните села. През 1788 г. много нарагансети напускат Роуд Айлънд и мохеганите и се присъединяват към индианците Брадъртън в северен Ню Йорк. Въпреки това основната част от племето остава в Роуд Айлънд. През 1880 г. Роуд Айлънд едностранно прекратява племенния статут на нарагансетите, в резултат на което племето губи около 3200 акра от резервата. Федералното правителство отказва да се намеси, тъй като не е подписван нито един договор с нарагансетите. След продължителни съдебни процеси, нарагансетите успяват да си върнат част от земята чак през 1978 г. Племето получава федерално признаване през 1983 г. и към този момент има над 2400 записани членове.